# Não-Me-Toque
Não-Me-Toque egy község (município) Brazíliában, Rio Grande do Sul állam középső fennsíkján (Planalto Médio). A Rio Grande do Sul-i holland bevándorlás bölcsőjének tartják. 2021-ben népességét 17 886 főre becsülték.

## Elnevezése
A não-me-toque jelentése „ne érints engem”. Több magyarázat van arra, hogy miért ez lett a község neve:
- A köznyelvben több növényt neveznek így (egyes mimózafélék stb); valószínű, hogy a név az itt honos dasyphyllum spinescens cserjétől származik
- Egy másik változat szerint egy helyi farm, a Fazenda Não-Me-Toque nevét vette át
- Más vélemények szerint a név egy portugál telepes és a helyi indiánok közötti szóváltásban gyökerezik

## Története
A környék nagy részét régen erdő borította, amely főként délfenyőből állt. Az 1810-es években portugál gyarmatosítók farmokat hoztak létre a kiterjedt, feltáratlan területeken. 1824-től német telepesek is érkeztek, a mai község területén pedig egy Colônia do Alto Jacuí nevű település kezdett kialakulni. 1897-ben nagy számú német és olasz gyarmatosító érkezett. 1938-ban Carazinho község kerületévé nyilvánították. 1949-ben holland bevándorlók telepedtek le.
1954-ben népszavazás útján függetlenedett Carazinhotól és önálló községgé alakult. Később két kerület kivált belőle, hogy önálló községekké alakuljanak (Victor Graeff és Santo Antônio do Planalto). Az 1970-es években rövid ideig Campo Realnak (királyi mező) nevezték, a búzatermésre utalva, de végül a polgárok az eredeti Não-Me-Toque nevet részesítették előnyben.

## Leírása
Székhelye Não-Me-Toque, további kerülete São José do Centro. Jelentős mezőgazdasága (búza, szója), 2007-ben a „precíziós mezőgazdaság nemzeti fővárosának” nyilvánították (Capital Nacional da Agricultura de Precisão).
Területének ma már csak 4%-át borítja erdő. A fő őshonos faj a délfenyő, de kiemelkedik az egzotikus eukaliptusz is. Vízrajzát a Glória, Colorado és Cotovelo folyók, valamint a Mantiqueira és az Arroio Bonito patakok alkotják. A folyókon több látványos vízesés van (Copacabana, Pasta, Fazenda Montenegro), de ezek az infrastruktúra hiánya miatt nem turisztikai célpontok.